# Subcapa Depenent del medi físic
Les subcapes dependents del medi físic o PMD ajuden encara més a definir la capa física dels protocols de xarxa informàtica. Defineixen els detalls de transmissió i recepció de bits individuals en un mitjà físic. Aquestes responsabilitats inclouen la temporització de bits, la codificació del senyal, la interacció amb el medi físic i les propietats del cable, la fibra òptica o el mateix cable. Alguns exemples habituals són les especificacions per a Fast Ethernet, Gigabit Ethernet i 10 Gigabit Ethernet definides per l'Institut d'Enginyers Elèctrics i Electrònics (IEEE).
Per als mòdems de cable, les subcapas que depenen del mitjà físic defineixen la subcapa física.

## Descripció
La subcapa Ethernet PMD forma part de la capa física Ethernet (PHY). La jerarquia és la següent:
- Capa d'enllaç de dades (Capa 2)
  - Subcapa de control d'enllaç lògic (LLC).
  - Subcapa de control d'accés mitjà (MAC).
    - Subcapa de conciliació (RS): aquesta subcapa processa missatges d'error PHY locals/remots i gestiona la conversió DDR
- Capa PHY (Capa 1)
  - Subcapa de codificació física (PCS): aquesta subcapa realitza auto-negociació i codificació com ara 8b/10b
  - Subcapa d'adhesió al mitjà físic (PMA): aquesta subcapa realitza l'enquadrament PMA, la sincronització/detecció d'octets i {\displaystyle x^{7}+x^{6}+1} remenar/desxifrar
  - Subcapa dependent del medi físic (PMD): aquesta subcapa consta d'un transceptor per al medi físic

## Especificacions de subcapa dependents del medi físic
Exemple de 10 Gigabit Ethernet
10GBASE-E
s'ha definit només per al funcionament de fibra monomode. Funciona en la banda de 1550 nm, permetent distàncies de fins a 40 km per arribar.
10GBASE-L
també es va definir per a operacions de fibra monomode, utilitza el 1300 banda nm que li permet arribar fins a 10 km.
10GBASE-LX4
utilitza quatre làsers que transmeten cadascun a 3,125 Gbit/s. El receptor està disposat d'una manera de multiplexació per divisió de longitud d'ona. A la fibra multimode FDDI heretada pot arribar fins a 300 m, mentre que a la fibra monomode pot arribar fins a 10 km.